# لورانس إتش كون
لورانس إتش كون (بالإنجليزية: Lawrence H. Cohn)‏ هو جراح أمريكي، ولد في 11 مارس 1937 في سان فرانسيسكو في الولايات المتحدة، وتوفي في 9 يناير 2016 في بوسطن في الولايات المتحدة بسبب سكتة.